# Шер Газі-хан
Шер Газі (Шергазі)-хан (д/н — 1728) — хівинський хан у 1715—1728 роках.

## Життєпис
Походив з династії Шейбанідів. Стосовно батька тривають дискусії: за однією версією був сином Ісим-хана; за іншою — нащадком Султан Газі-хана, старшого сина Ільбарс-хана I. Народився ймовріно в Бухарі, де закінчив медресе, був дуже освіченою людиною, виділявся здібностями з інших представників династії, тому його називали сахібкіран. Спадкував або заопив владу 1715 року.
З самого початку почав активну зовнішню політику. 1715 року зібрав 12-тисячне військо, яку підорудою Ніяза Ітака-аталика спочатку захопило Мерв, а 1716 року — Мешхед. Втім захопити Нішапур не вдалося. 1717 року стикнувся з вторгненням російських військ під командуванням Олександра Бековича-Черкаського, якого хитрістю здолав. 1720 року для залогодження цього конфлікту відправив посольство до російського імператора Петра I, але члени посольства були заарештовані, і лише одному з них вдалося повернутися до Хіви.
1723 року російський імператор підбурював Бухарське ханство до війни проти хівинського хана, в той же час 1724 року плануючи вторгнення до Хіви. Хвороба і подальша смерть Петра I завадила цьому. 1725 року стикнувся з вторгненням претендента на трон Тимур Султана, якого підтримали каракалпаки. Той захопив міста Вазір, Гурлан, Шохабад, Баглан, Уйгур, Новий Ургенч, Ханка і Хазарасп. Проте ханові вдалося відбити напад. 1728 року в ханстві почалося потужне повстання перських рабів. Шер газі завдавспочатку поразки рабам, а поітм відбив новий нападТимур султана, але зрештою хан загинув у сутичціз рабами. Владу перебрав Ільбарс-хан II.